# Cmentarze wojenne w Iłowie
Cmentarze wojenne w Iłowie – dwa miejsca spoczynku żołnierzy, uczestników walk I oraz II wojny światowej, zlokalizowane w Iłowie (powiat sochaczewski, województwo mazowieckie).

## Cmentarz z II wojny światowej
Nekropolia stanowi wydzieloną kwaterę na lokalnym cmentarzu parafii rzymskokatolickiej pw. św. Matki Bożej Królowej Polski w Iłowie zlokalizowanym w dolinie Jeżówki, przy ulicy Klonowej. Pochowano w niej 1033 lub 1034 żołnierzy Wojska Polskiego (Armii Poznań i Pomorze) poległych w bitwie nad Bzurą w dniach 17-18 września 1939 (w tym 549 nieznanych). Patronat społeczny nad cmentarzem sprawuje Szkoła Podstawowa im. Marszałka Józefa Piłsudskiego w Iłowie.
Na cmentarzu wiszą tablice upamiętniające nazwiska poległych. Umieszczono tam również tablicę z napisem „Żołnierzom września roku 1939 – Społeczność”. Centralny pomnik w formie dużej steli z orłem flankują rzędy nagrobków i dwa mniejsze pomniki w formie steli: 
- "W dowód pamięci poległym za Ojczyznę w walkach 1939-1945 r. Klub Iłowiaków w Chicago 1970 r.",
- "Żołnierzom 57 P.P. z Poznania poległym w obronie Ojczyzny w rejonie Iłowa we wrześniu 1939 Towarzysze Broni"[1].

### Galeria

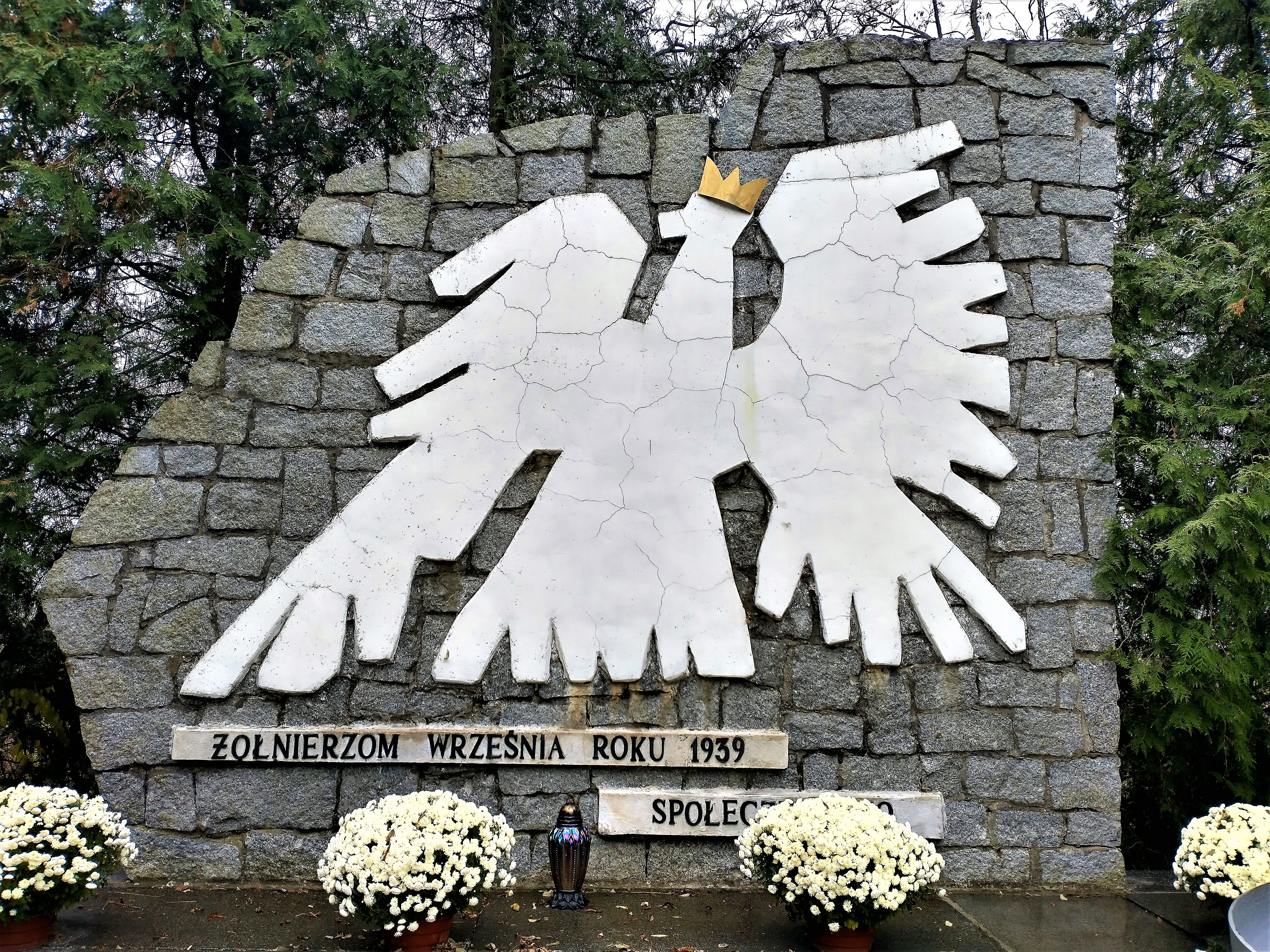
Stela z orłem
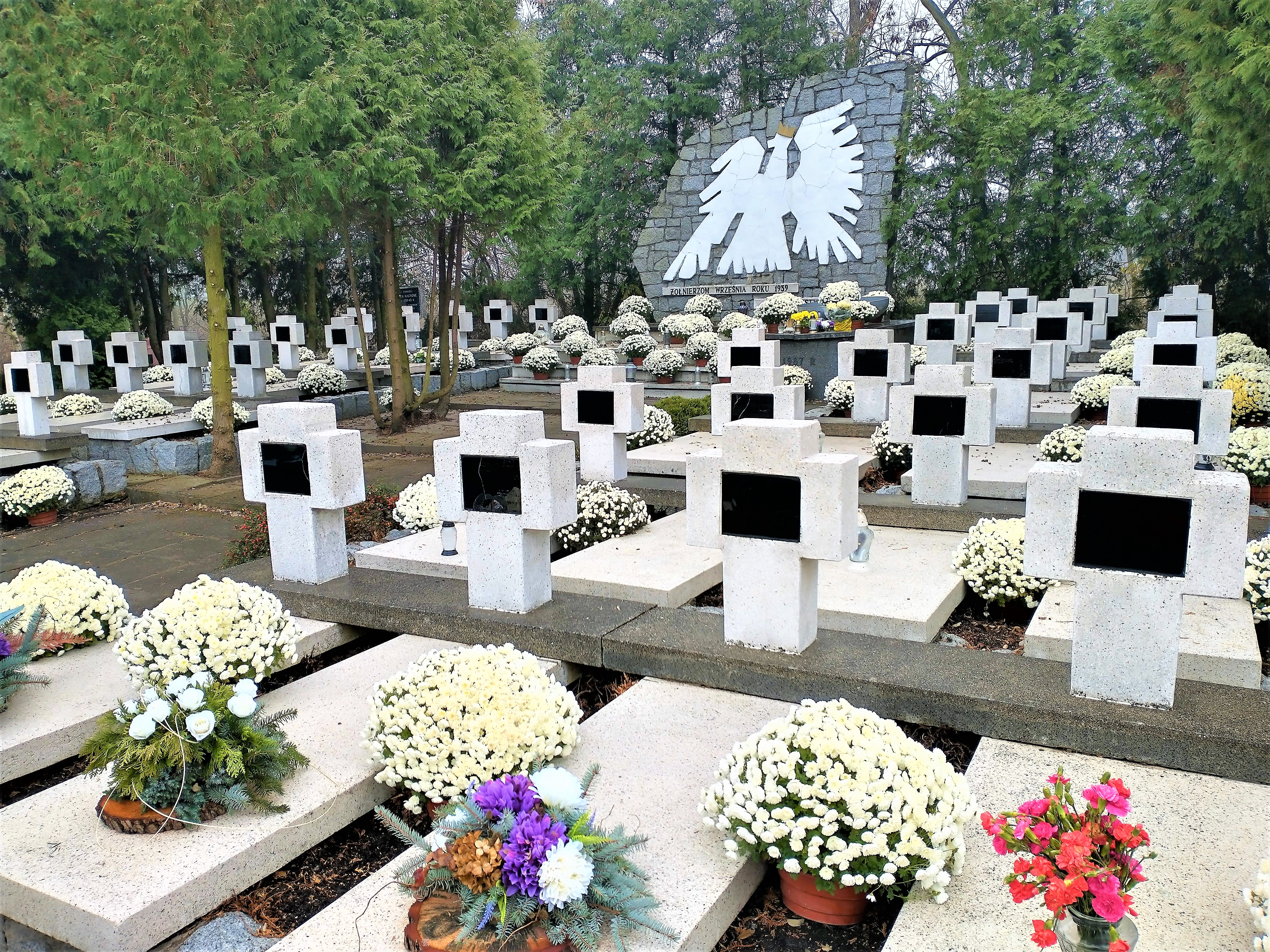
Fragment nekropolii
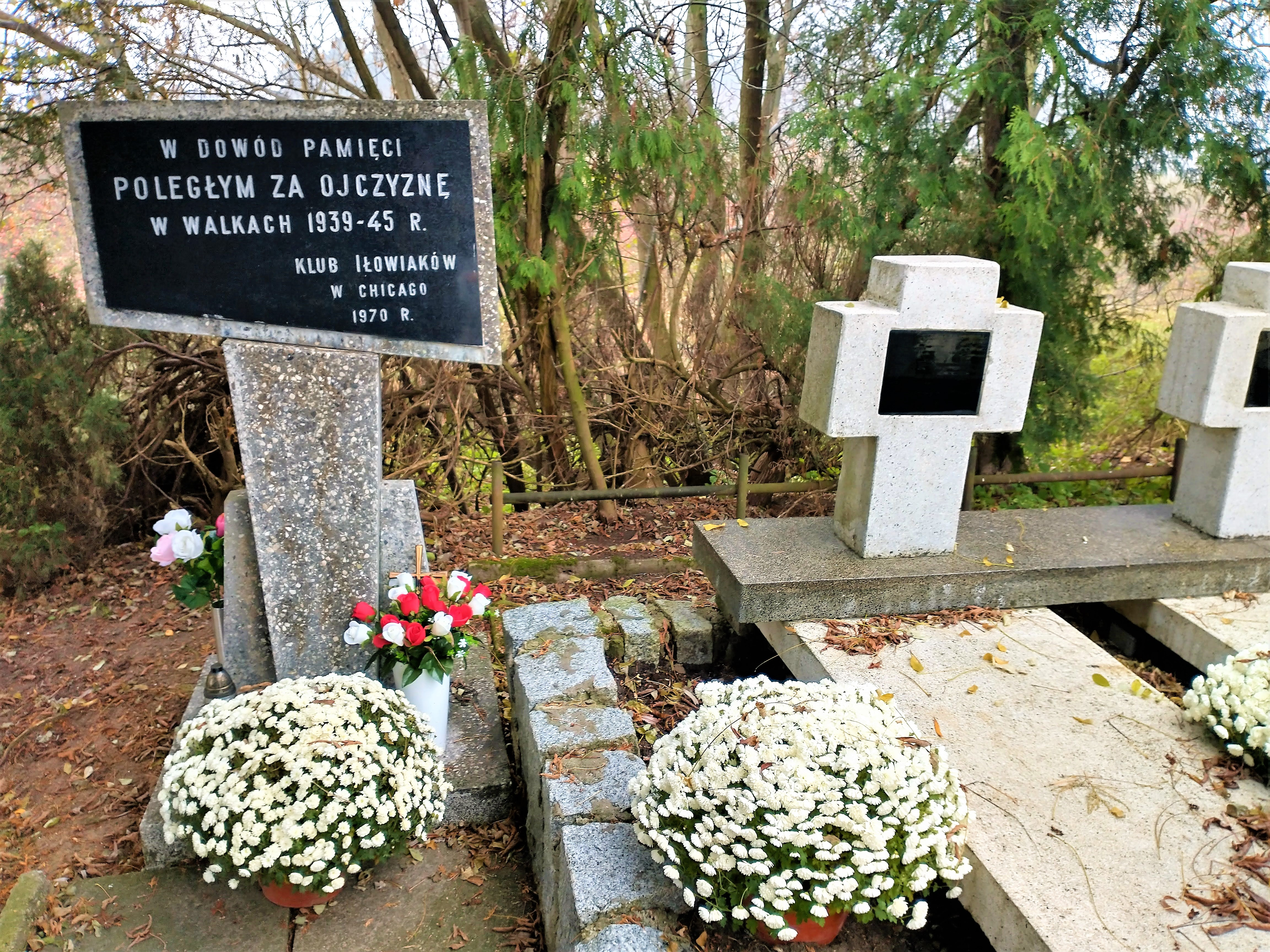
Tablica Iłowiaków z Chicago
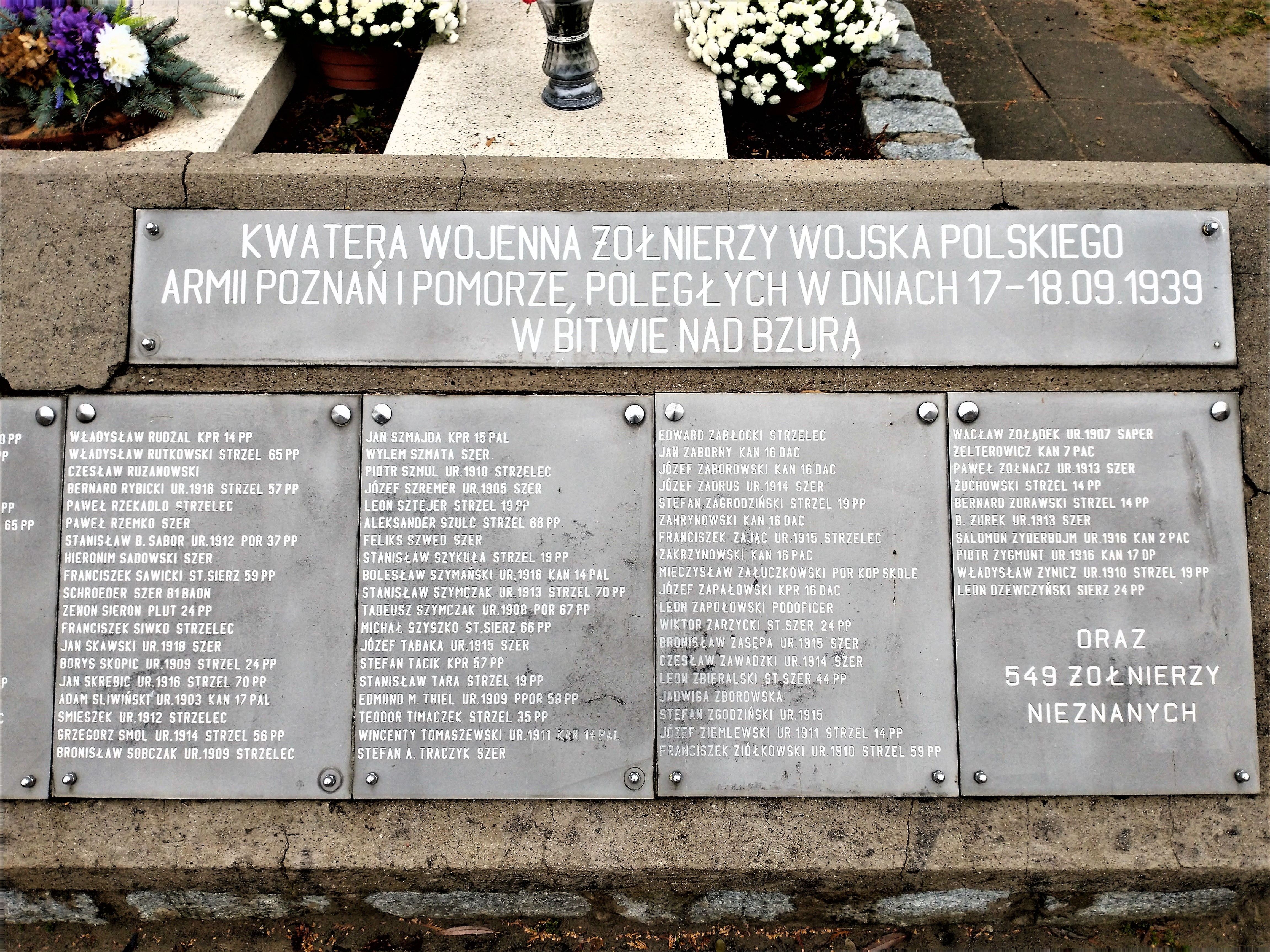
Część tablic z nazwiskami

## Cmentarz z I wojny światowej
Samodzielny cmentarz znajduje się w lesie, na północny wschód od wsi, kilkaset metrów od cmentarza żydowskiego. Prowadzi doń utwardzona alejka od drogi wojewódzkiej nr 575 do Kazunia Nowego. 
Nekropolia ma formę niewysokiego, dwustopniowego kopca na planie kwadratu, usypanego w 1917 z inicjatywy Niemców. Kryje on ciała żołnierzy poległych w walkach zakończonych w grudniu 1914. Stele z nazwiskami posadowiono w latach 20. i 30. XX wieku. Obiekt odnowiono w latach 90. XX wieku z inicjatywy gminy Iłów. Spoczywa tam 141 żołnierzy niemieckich (m.in. 26. Dywizja Wirtemberska) i trzynastu (lub czternastu) rosyjskich (m.in. 5. Syberyjski Korpus Armijny).
Szczegółowe informacje z dziejów cmentarza znajdują się w Muzeum Ziemi Sochaczewskiej i Pola Bitwy nad Bzurą w Sochaczewie.

### Galeria

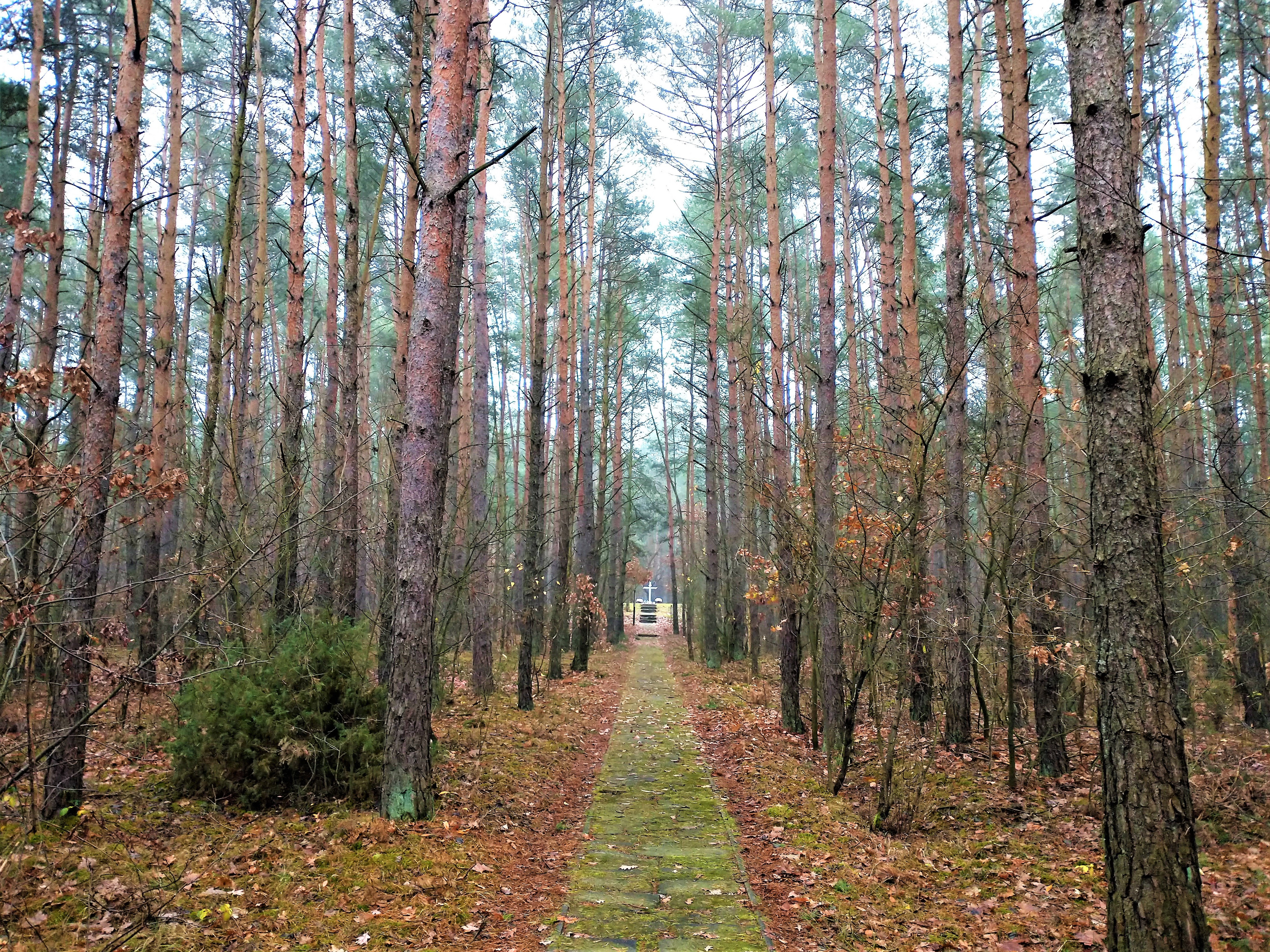
Aleja dojściowa
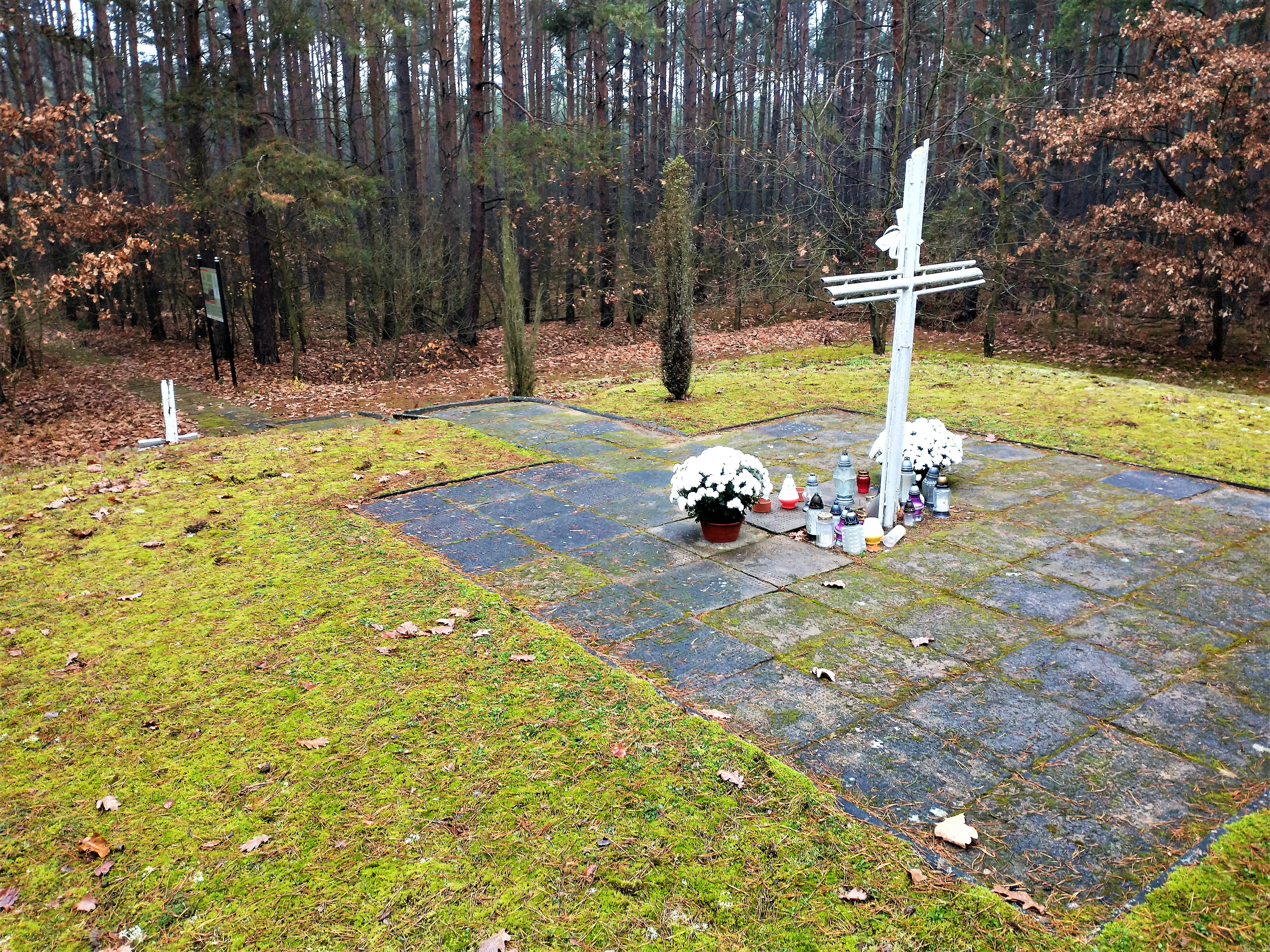
Platforma szczytowa kopca
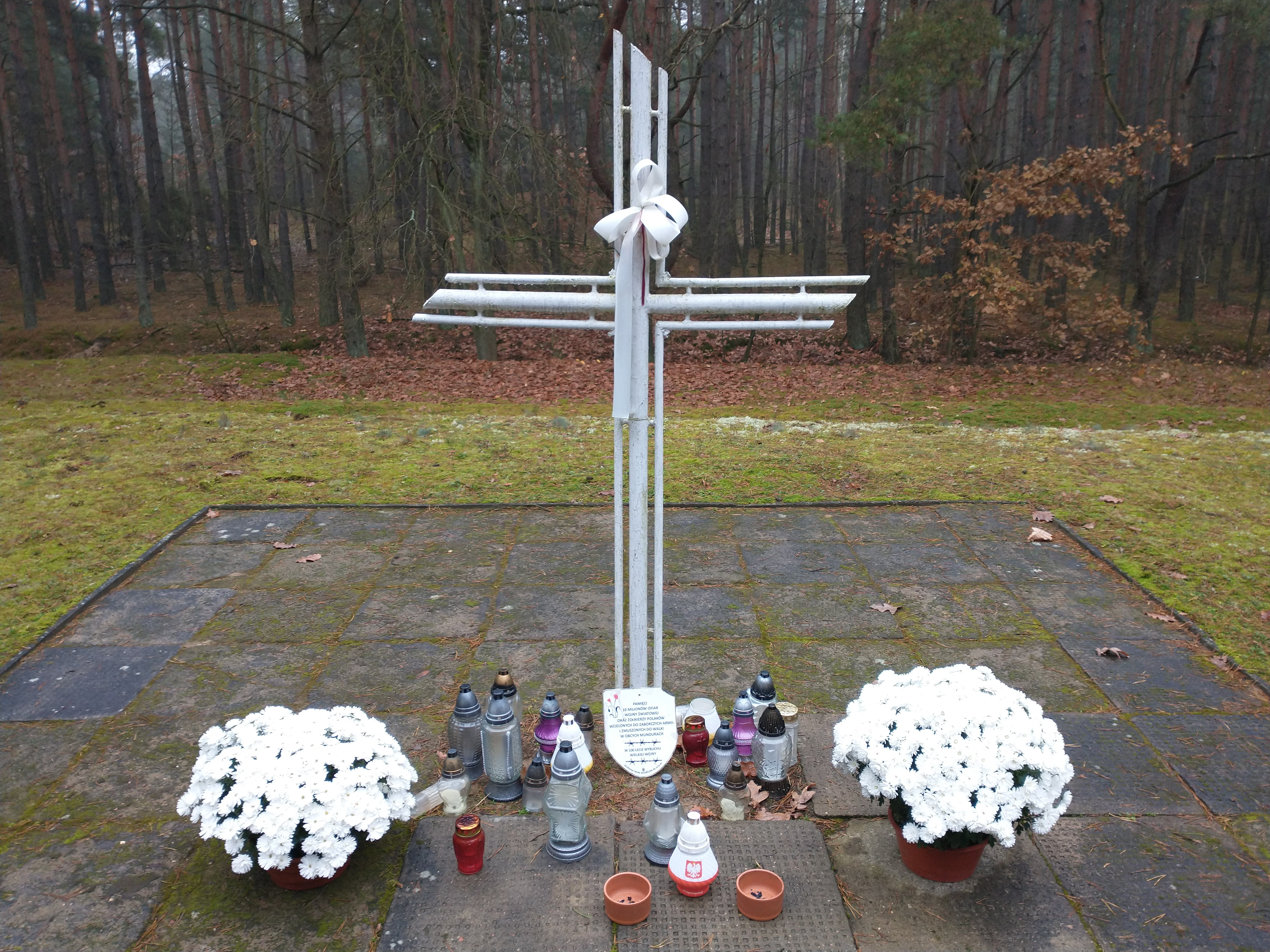
Krzyż